# Непрошенная любовь
«Непрошенная любовь» — советский чёрно-белый художественный драматический фильм, снятый в 1964 году Владимиром Монаховым на киностудии «Мосфильм». Экранизация рассказа Михаила Шолохова «Чужая кровь». 
Премьера состоялась 15 марта 1965 года. Фильм посмотрели 17,7 млн зрителей.

## Сюжет
Гаврила отправляет своего сына на войну, где тот погибает от руки коммунистов. В станице разгорается борьба между богатеями и продотрядами. Однажды в хутор врывается белая банда, которая грабит хуторян и расправляется с коммунистами. После налёта в хутор въезжает отряд красных. Во время обыска Гаврила находит едва живого красноармейца и начинает его ухаживать. Старик просит парня остаться жить с ними, но Николай получает призыв на завод в Урале. Гаврила расстаётся с парнем с болью в сердце, но надеется, что он ещё вернется.

## В ролях
- Иван Лапиков — дед Гаврила
- Юрий Назаров — Николай
- Наталья Богоявленская — Старуха
- Роман Хомятов — Прохор
- Иван Жеваго — Митрофан
- Анна Кедрова — Нюрка
- Пётр Савин — председатель исполкома
- Константин Худяков — Пётр
- Герман Качин — Пашка-дурачок

## Съёмочная группа
- Режиссёр: Владимир Монахов
- Автор сценария: Арнольд Витоль
- Операторы: Владимир Захарчук, Игорь Богданов
- Художники-постановщики: Ипполит Новодерёжкин, Сергей Воронков
- Композитор: Юрий Левитин